# Gurie
Gurie, nebo také Guria (gruzínsky გურია, Guria), je gruzínský kraj (region, gruz. mchare) na západě země, kde hraničí s Černým mořem. Krajským městem je Ozurgeti.

## Geografie
Rozloha Gurie činí 2033 km² a představuje tak přibližně 2,9 % rozlohy Gruzie. Kraj sousedí na severu se Samegrelem-Horní Svanetií, na severovýchodě s regionem Imeretie, na jihovýchodě s regionem Samcche-Džavacheti a na jihu s Adžarskou republikou. V Gurii vládne převážně subtropické klima, ve vyšších polohách přechází v mírné. V západní části kraje u pobřeží černého moře převládají nížiny. Na východ od Ozurgeti se terén začíná zvedat v pohoří Malého Kavkazu do výšky přes 2 tisíce metrů nad mořem. Nejvyšší horou v Gurii je Mepisckaro, která se tyčí do výše až 2 850 metrů nad mořem.
Gurie se dále dělí do tří municipalit:
- Municipalita Ozurgeti
- Municipalita Lančchuti
- Municipalita Čochatauri

## Historie

Vlajka gurijského knížectví

Toponymum „Gurie“ je v gruzínských kronikách („Džuanšera“) poprvé zmíněn zhruba kolem roku 800.
Kraj byl v té době pod vládou západních gruzínských vládců až do konce 10. století, kdy vzniklo „Království Abcházců a Gruzínců“. V něm se Gurie stala provincií (saeristavem) pod správou zdejšího vévody (eristavi). Po rozpadu Gruzínského království v roce 1466 se Gurie osamostatnila jako knížectví Guriis samtavro (Gurijské knížectví), ve kterém se chopil moci šlechtický rod Gurieli, který se záhy stal vazalem imeretského krále. V 16. století ztratila po válce s Turky Adžarii a sultánovi musela platit tribut. Koncem 17. století se gurijským vládcům Jiřímu III. a Mamiovi III. podařilo získat imeretskou královskou korunu.
Během 18. století vedla Gurie četné boje jak s osmanskými Turky za účelem osvobození ztracených území, tak i opakující se vnitřní rozbroje, které velmi oslabovaly stát a v důsledku toho znamenaly definitivní ztrátu Adžarie a s ní i jižní části současného území Gurie, které byla navíc násilně islamizovány Turky. Kvůli neustálé turecké hrozbě pak gurijský kníže Mamia V. Gurieli v roce 1810 souhlasil s připojením k Rusku. Ruská nadvláda ovšem způsobila povstání v letech 1819 až 1820 a v roce 1828 carská vláda rozhodla o zrušení Gurijského knížectví a v roce 1840 o jeho připojení ke kutaiskému guberniu. V roce 1841 vypukly rolnické nepokoje a znovu v roce 1905 dělnické povstání, které byly brutálně potlačeny. V letech 1919 až 1921 se Gurie stala součástí Gruzínské demokratické republiky a během sovětské vlády byl kraj rozdělen do tří okresů, prakticky dnešní podoby. Region (Mchare) Guria byl prezidentským dekretem vytvořen v roce 1995.

## Hospodářství
Pro kraj Gurie je nejvýznamnější hlavně pěstování subtropických plodin a turistický ruch. Region je znám především pro své minerální vody (např. Nabeghlavi) a také pěstováním čaje.

## Obyvatelstvo
Obyvatelstvo Gurie je z drtivé většiny gruzínské národnosti, říkají si Guriáni (Gurulebi) a hovoří zdejším dialektem gruzínštiny. Nejvýznamnějšími národnostními menšinami žijícími v Gurii jsou Arméni (1228 osob) a Rusové (564 osob).
Významní rodáci:
- Eduard Ševardnadze, bývalý gruzínský prezident od 1995 do 2003
- Noe Žordanija, bývalý premiér Gruzie od 1918 do 1921
- Gabriel Kikodze, biskup imeretský (19. století)
- Ekvtime Takaišvili (1862–1952), historik
- Pavle Ingorokva (1893–1990), historik a filolog
- Nodar Dumbadze, spisovatel